# Kabinet-Marie

## Kabinet-Marie (26 juli-5 september1948)

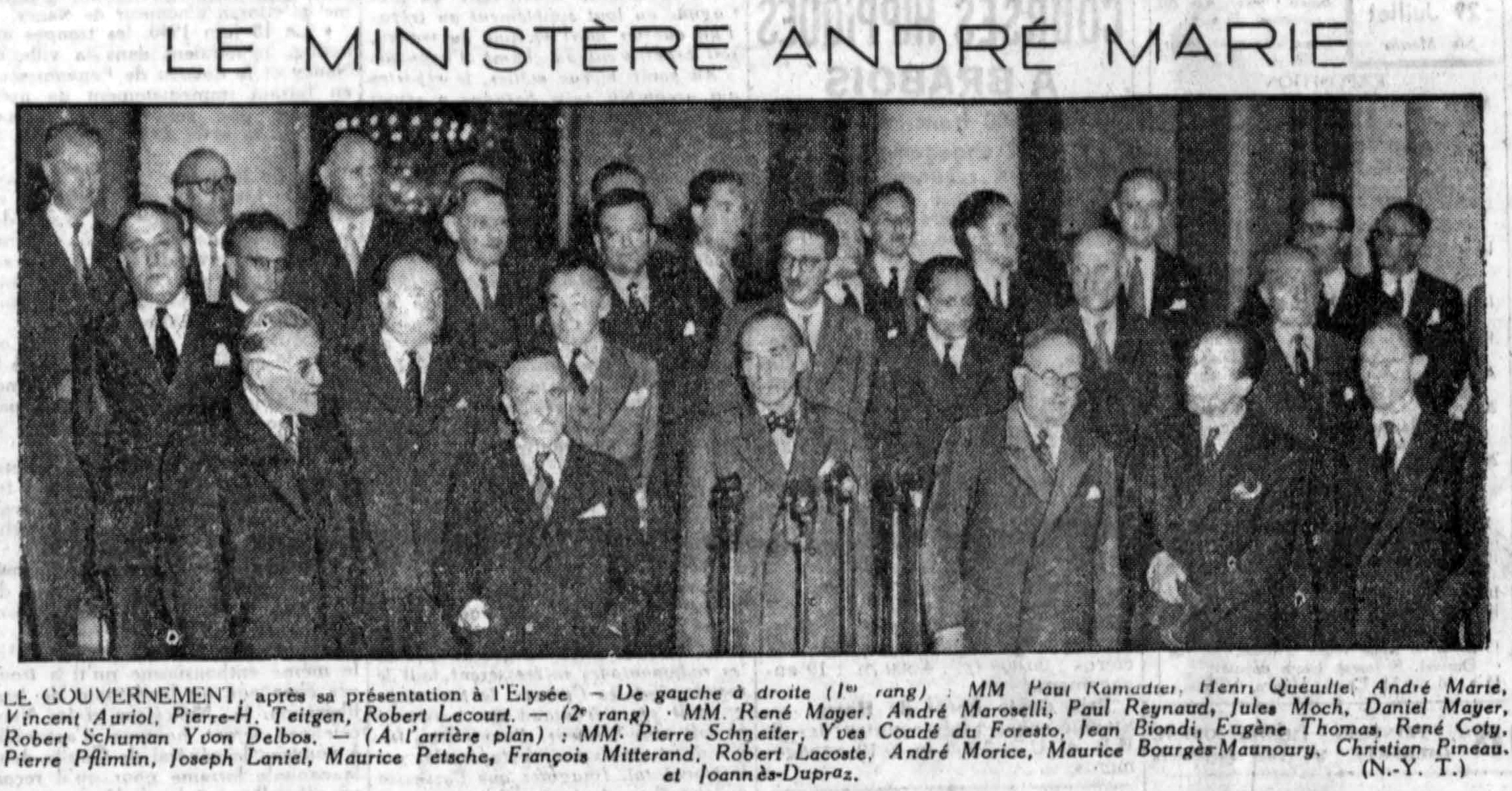
Het kabinet-Marie

- Président du Conseil (premier) - André Marie (PRS)
- Vicepremier - Pierre-Henri Teitgen (MRP)
- Vicepremier - Léon Blum (SFIO)
- Minister van Buitenlandse Zaken - Robert Schuman (MRP)
- Minister van Defendie - René Mayer (PRS)
- Minister van Binnenlandse Zaken - Jules Moch (SFIO)
- Minister van Financiën en Economische Zaken - Paul Reynaud (CNIP)
- Minister van Handel en Industrie - Robert Lacoste (SFIO)
- Minister van Arbeid en Sociale Zaken - Daniel Mayer (SFIO)
- Minister van Justitie en Grootzegelbewaarder - Robert Lecourt (MRP)
- Minister van Onderwijs - Yvon Delbos (PRS)
- Minister van Oorlogsveteranen - André Maroselli (PRS)
- Minister van Landbouw - Pierre Pflimlin (MRP)
- Minister van Franse Overzeese Gebiedsdelen - Paul Coste-Floret (MRP)
- Minister van Openbare Werken en Transport - Christian Pineau (SFIO)
- Minister van Volksgezondheid - Pierre Schneiter (MRP)
- Minister van Reconstructie en Stedenplanning - René Coty (CNIP)
- Minister van Staat - Henri Queuille (PRS)
- Minister van Staat - Paul Ramadier (SFIO)